# Anglofríz nyelvek

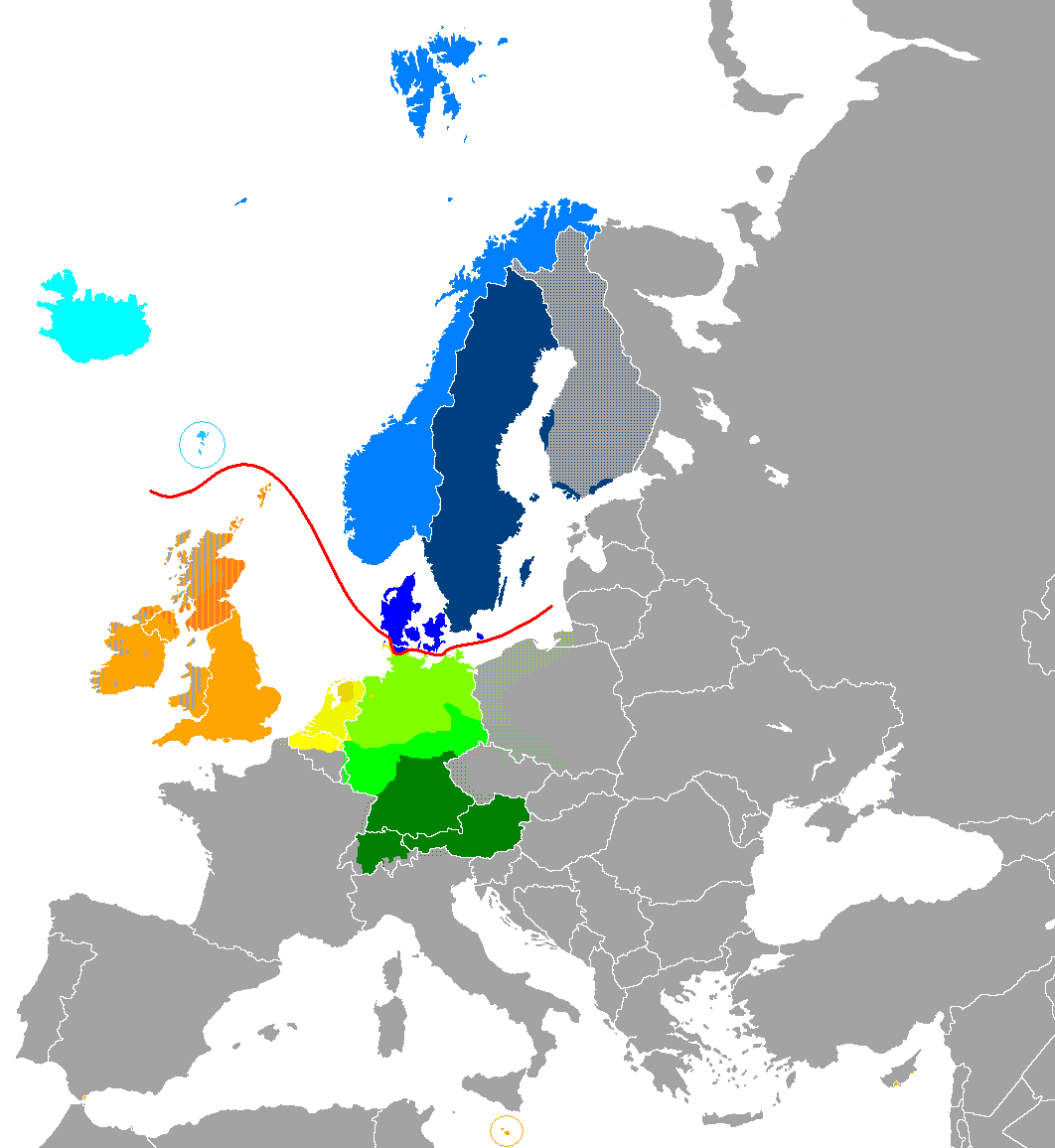
A germán nyelvek Európában

Az anglofríz (más néven északi-tengeri) nyelvek a nyugati germán nyelvek egy csoportja. Eredeti elterjedési területük a Brit-szigetek és az Északi-tenger partvidéke Frízföldtől Jütlandig, a csoport legnagyobb karriert befutott tagját, az angolt azonban ma világszerte beszélik.
Felosztásuk:
- Anglikus (szigeti anglofríz) nyelvek
  - angol, valamint elődei, az óangol és középangol
  - scots
  - yola (kihalt)
  - fingali (kihalt)
- Fríz (kontinentális anglofríz) nyelvek
  - nyugati fríz
  - keleti (saterlandi) fríz
  - északi fríz

Az angol és a fríz nyelveket az anglofríz (vagy ingveon) nyelvváltozásban való részvételük különíti el a többi nyugati germán nyelvtől. Ennek során például a közgermán *k bizonyos hangtani helyzetben cs-re váltott (sajt: német Käse, holland kaas > angol cheese, fríz tsiis), a közgermán *g pedig j-re (tegnap: német gestern, holland gisteren > angol yesterday, fríz juster).
Az anglofríz szókincs megfigyelhető olyan szavakban, amelyek az angolban és a frízben közösek, más germán nyelvekből azonban hiányoznak, például angol key (kulcs) – fríz kaai, angol sweet (édes) – fríz swiet, angol wet (nedves) – fríz wiet.